# Casa Hintz (Cluj-Napoca)
La maison Hintz, ou maison Mauksch-Hintz (en hongrois Mauksch-Hintz-ház, en allemand Mauksch-Hintz-Haus, en roumain Casa Mauksch-Hintz) est un édifice historique situé sur la place de l'Union (en roumain Piața Unirii), la place principale (en hongrois Főtér, en allemand Hauptplatz) du centre-ville de Cluj-Napoca (en hongrois Kolozsvár, en allemand Klausenburg) en Transylvanie. Nommé d'après les familles saxonnes Mauksch et Hintz, la première pharmacie de la ville a ouvert ses portes en 1573 dans cet édifice. Les familles étaient les propriétaires de la maison et de la pharmacie jusqu'à leur nationalisation par les autorités communistes en 1949. Depuis 1954, l'étage inférieur du bâtiment abrite le Musée de la Pharmacie de la ville. 

## Histoire
La pharmacie a été fondée en 1573 et était la seule pharmacie de la ville jusqu'en 1735. Il a été géré par des proviseurs pendant plus d'un siècle. Ces administrateurs provisoires, dit Provisoren en allemand, étaient élus par le conseil municipal et s'occupaient des affaires au nom de la ville et pour son compte. La ville a vendu la pharmacie vers 1700.
Le premier propriétaire privé était l'allemand Jakob Fojth venant d'Eperies en Haute-Hongrie (aujourd'hui Prešov, Slovaquie). Il a été suivi par le zipser (membre de la minorité allemande en Haute-Hongrie) Samuel Schwartz. Son cousin, le pharmacien Tobias Mauksch (1727-1802), né à Käsmark en Haute-Hongrie (aujourd'hui Kežmarok, Slovaquie), achète la maison en 1749. Depuis 1760, la pharmacie porte le privilège imperiale de l'Empereur autrichien. Mauksch a occupé des fonctions publiques et a été membre du Landtag, le parlement régional de Transylvanie pendant quatre ans. Lui, son fils Tobias Samuel Mauksch (1769-1805) et le fils cadet Johann Martin Mauksch (1783-1817) dirigèrent la pharmacie jusqu'en 1817.
En 1822, le bâtiment devint la propriété du proviseur de la pharmacie Dániel Szláby. Sa veuve Éléonore, mariée pour la première fois à Johann Martin Mauksch, a légué la pharmacie à sa fille Mathilda Augusta Mauksch, épouse du pasteur évangélique luthérien Georg Gottlieb Hintz de Schäßburg en Transylvanie (aujourd'hui Sighişoara). Leur fils Georg Hintz (1840–1890) a repris la pharmacie et la maison après avoir terminé ses études à l'Université de Vienne en 1863. La famille Hintz, l'une des familles les plus prominentes et les plus riches de la ville, a joué un rôle très actif dans la vie publique et sociale de Kolozsvár/Klausenburg. La pharmacie s'appelait Sankt-Georgs-Apotheke en allemand et puis Szent György Gyógyszertár en hongrois, mais elle était connue comme la "pharmacie Hintz" par les habitants de la ville. 
Le bâtiment a survécu aux bombardements de la seconde guerre mondiale et à la capture de la ville par l'Armée rouge sans dommage. En 1948, le gouvernement communiste roumain expropria la maison entière sans compensation et ferma la pharmacie. Certains membres de la famille Hintz ont réussi à rester dans certains appartements de l'immeuble en tant que locataires, tandis que d'autres membres ont émigré en Hongrie, aux États-Unis et au Canada. Le musée de la pharmacie a été créé en 1954 à l'initiative de l'historien médical et pharmaceutique Sámuel Izsák (1915–2007). En raison de difficultés politiques sous le régime de Ceaușescu, les descendants restants de la famille Hintz ont émigré en République fédérale d'Allemagne (Allemagne de l'Ouest) dans les années 80. Après le changement politique de 1989, ils ont initié la restitution de la maison.

## Architecture
La façade classiciste de la maison date des années 1820; cependant, le rez-de-chaussée et la cave montrent elements de l'époque de la Renaissance.

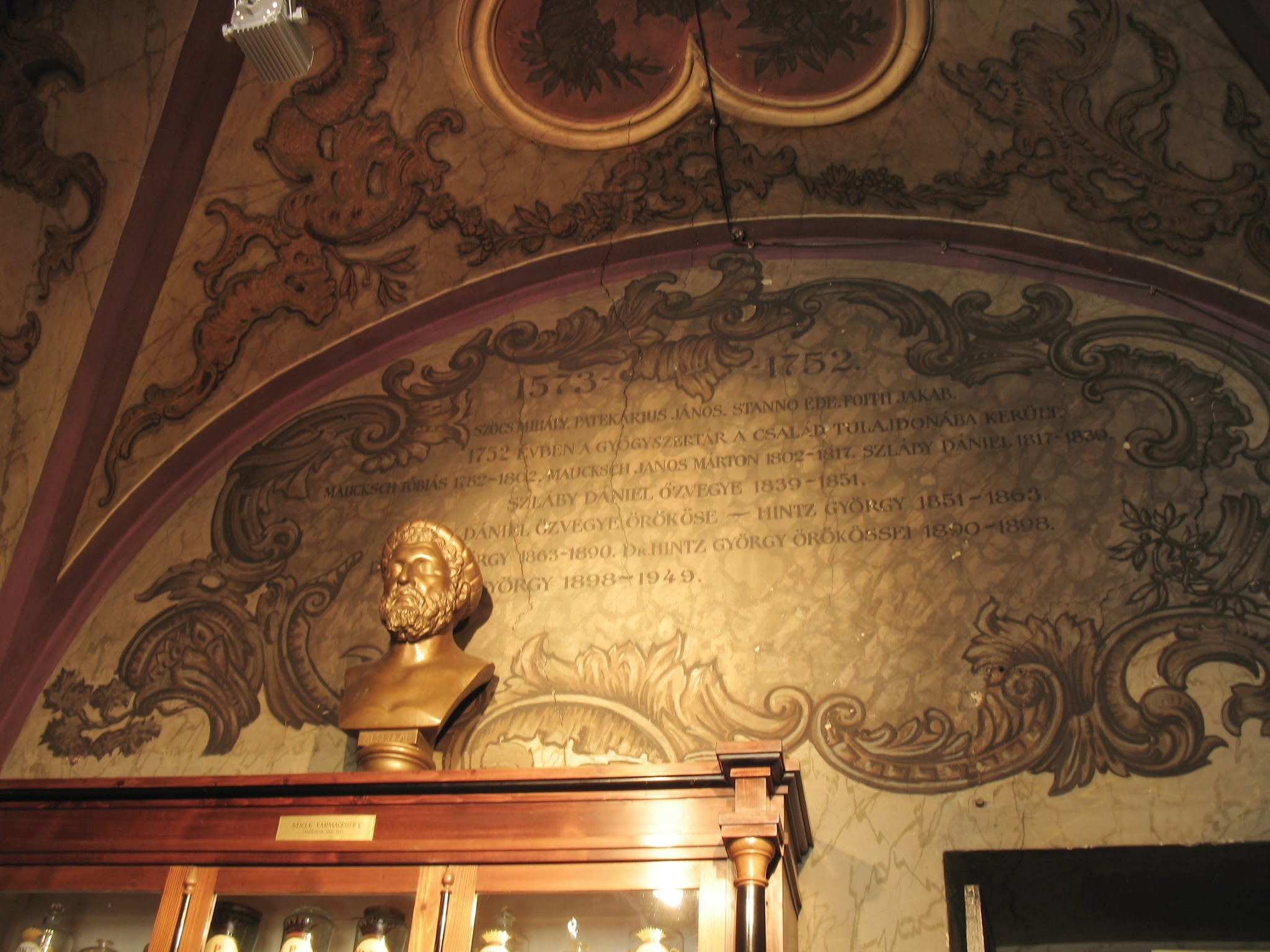
Intérieur de l'ancienne pharmacie
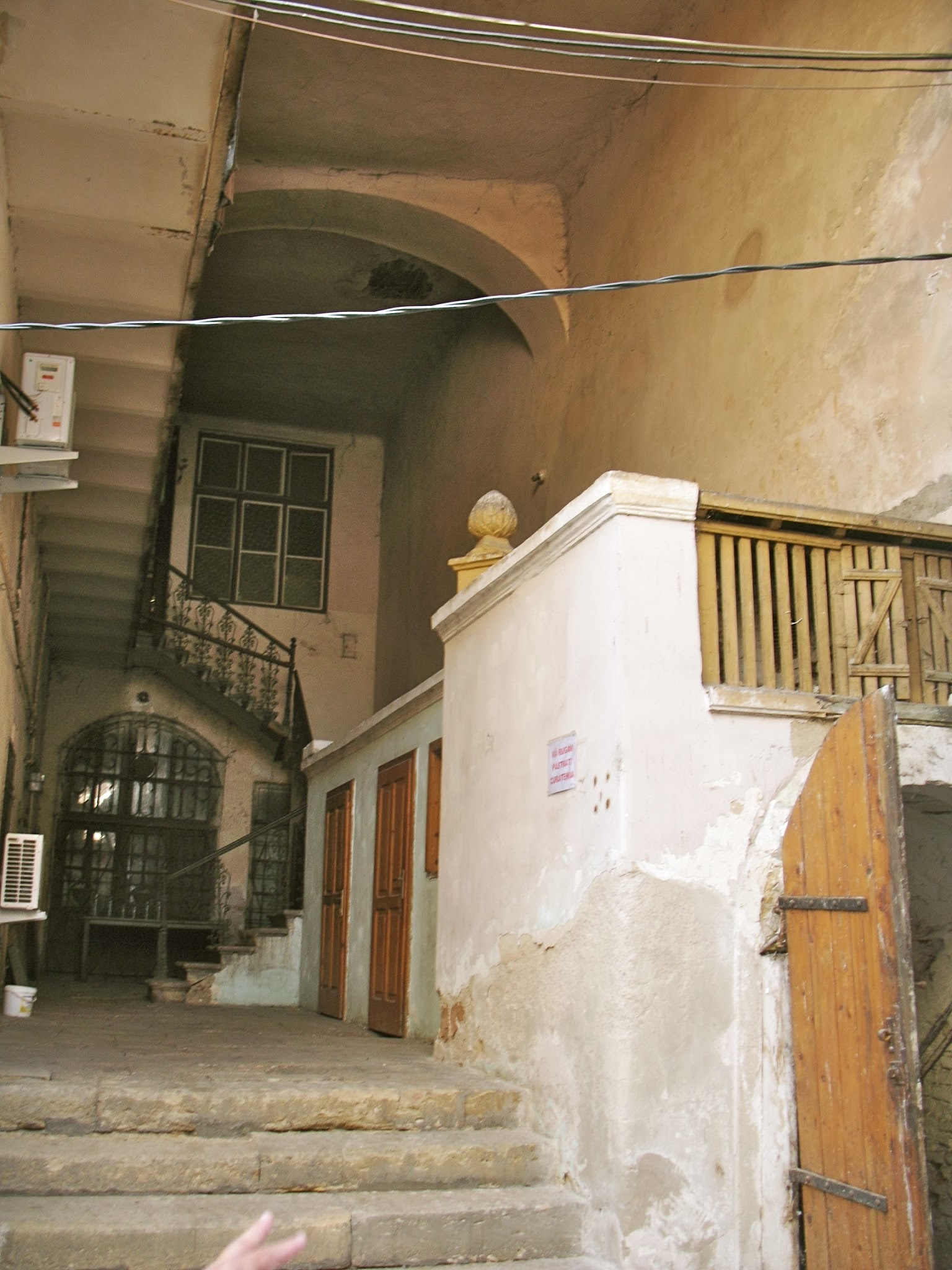
Le court couvert de la maison

## Situation actuelle
Après un procès de près de deux décennies, les descendants de la famille Hintz ont réussi à récupérer le bâtiment de l'État roumain. Le contenu du Musée de la Pharmacie est resté en possession de l'État qui a commencé à louer l'espace du musée de la famille. Après la restitution au fin des années 2010, la famille a décidé de conserver le bâtiment et a commencé sa rénovation.

## Sources
- Balogh Ferenc: A kolozsvári Fő tér újkori arculatának kialakulása, in: Dáné Tibor Kálmán et. al. éditeur., Kolozsvár 1000 éve (A 2000. október 13–14-én rendezett konferencia előadásai), Erdélyi Múzeum-Egyesület, Magyar Közművelődési Egyesület, Kolozsvár, 2001,  (ISBN 973-8231-14-0) (en hongrois)
- Lista monumentelor istorice: Județul Cluj. Ministerul Culturii, 2015. (en roumain)
- Mihály, Melinda: Mauksch–Hintz-ház. Romániai magyar lexikon.  (en hongrois)
- Palla, Ákos (éd.) : Az Országos Orvostörténeti Könyvtár közleményei 36. (Budapest, 1965) Az erdélyi gyógyszerészet történetének kevésbé ismert adatai
- Pataki Jenő: Kolozsvár legrégebbi gyógyszertára, Orvosi Szemle 1936/6.  (en hongrois)
- Péter H. Mária: Az erdélyi gyógyszerészet magyar vonatkozásai, Az Erdélyi Múzeum-Egyesület kiadása, Kolozsvár, 2002,  (ISBN 973-8231-18-3)  (en hongrois)